# Petrovina
Petrovina – wieś w Chorwacji, w żupanii zagrzebskiej, w mieście Jastrebarsko. W 2011 roku liczyła 246 mieszkańców.